# پارسیفال ۲۰۹۵
سیارک ۲۰۹۵ (به انگلیسی: 2095 Parsifal، نامگذاری:6036P-L) دو هزار و نود و پنجمین سیارک کشف شده‌است که در ۲۴ سپتامبر ۱۹۶۰ کشف شد.
قدر مطلق سیارک برابر ۱۲٫۴۰ است.